# Run with U
Run with U è un singolo del gruppo musicale azero Mamagama, pubblicato il 19 febbraio 2025.

## Descrizione
Run with U, canzone con sonorità pop rock, è stata scritta e composta dal cantante del gruppo Səfael "Asəf" Mişiyev insieme a Roman Zilianev, che hanno curato anche la produzione con Həsən Heydər.
Il brano era stato inizialmente composto da Mişiyev nel 2009, con un testo completamente in azero. Accantonato per sedici anni, il pezzo è stato riscritto in inglese, con un nuovo arrangiamento musicale creato ad hoc per l'Eurovision Song Contest. La composizione presenta elementi di musica rock, uniti a sonorità più tradizionali come l'utilizzo di strumenti musicali come il saz. Durante un'intervista con la testata online Wiwibloggs, Mişiyev ha così parlato della partecipazione del gruppo alla manifestazione europea:

## Promozione
L'ente radiotelevisivo azero İTV ha annunciato l'intenzione di utilizzare una selezione interna per determinare il rappresentante nazionale all'Eurovision Song Contest 2025, in linea con il sistema usato dal 2015. Delle 154 proposte ricevute, una giuria internazionale capitanata da Nurlana Cəfərova, che è stata nominata capodelegazione azera per la manifestazione europea, e da Eldar Qasımov, produttore musicale per la delegazione azera, nonché vincitore dell'Eurovision Song Contest 2011, ha selezionato le quindici proposte che avrebbero preso parte alle audizioni dal vivo.
Nonostante le prime notizie secondo cui Mehin Hümbətova, i Nataone e Murad Arif, erano gli ultimi tre candidati in gara per la selezione, il 4 febbraio 2025 l'emittente İTV ha annunciato ufficialmente la selezione dei Mamagama come rappresentanti nazionali; Run with U è stato annunciato come loro brano eurovisivo il successivo 19 febbraio.

## Video musicale
Il video musicale, diretto dal regista azero Elvin Əhmədoğlu, è stato reso disponibile in concomitanza con il rilascio del singolo attraverso il canale YouTube dell'Eurovision Song Contest.

## Tracce
Testi e musiche di Safael "Asəf" Mişi e Roman "Zee" Zilianev.
1. Run with U – 3:03

## Formazione
- Səfael "Asəf" Mişiyev – voce, produzione
- Bəhruz "Huss" Əfəndiyev – chitarra
- Allahverdi "Arif" Qumbətli – batteria
- Roman "Zee" Zilianev  – produzione
- Həsən Heydər  – mastering, missaggio